# Betterton
Betterton – miasto w Stanach Zjednoczonych, w stanie Maryland, w hrabstwie Kent.